# 大木勝博
大木 勝博（おおき かつひろ、1963年12月25日 - ）は、日本のテコンドー選手。群馬県出身。

## 経歴
国士舘大学サッカー部に所属していたが、閉塞感から大学2年の時にテコンドーに転向した。
1986年に第6回全日本テコンドー選手権でウェルター級で優勝、同年のアジア大会日本代表に選出された。
大韓民国の首都・ソウルで開催された第10回アジア大会でウェルター級に出場。テコンドーを国技とする韓国で強豪と互角に渡り合い、銅メダルを獲得した。
テコンドーが公開競技となった1988年のソウルオリンピックではフェザー級に出場、準々決勝でサウジアラビアのIbrahim Al-Gafarに敗れてメダルを逃した。